# Olivier ou les Trésors templiers
Olivier ou les Trésors templiers  est un roman historique de Juliette Benzoni paru en 2003 chez Plon, puis au format poche chez Pocket. Il compose le troisième et dernier volet de la trilogie Les Chevaliers.